# Обстріл Бєлгорода 30 грудня 2023
Удень 30 грудня 2023 року було обстріляно Бєлгород. Ця атака стала однією з найсильніших із початку повномасштабного вторгнення Росії в Україну. В Міністерстві оборони РФ заявили, що вибухи спричинені падінням частин збитих українських ракет. Джерело в українських спецслужбах повідомило, що ураження цивільної інфраструктури в Бєлгороді є наслідком непрофесійних дій російської протиповітряної оборони, а також навмисних та спланованих провокацій. 
Як повідомила пресслужба російського відомства, внаслідок цього загинули 21 особа.

## Передумови
29 грудня 2023 збройні сили Російської Федерації нанесли наймасованішу ракетну атаку по Україні яка забрала життя понад 50 осіб та пошкодила цивільну інфраструктуру.